# Barrio 23 de Enero
23 de Enero es uno de los sectores que conforman la ciudad de Cabimas en el estado Zulia (Venezuela), pertenece a la parroquia San Benito. No debe confundirse con el 23 de enero de Caracas, ni con otros muchos que hay en Venezuela. El 23 de enero de Cabimas como los demás, toma su nombre de la fecha de la caída del dictador Marcos Pérez Jiménez.

## Ubicación
Se encuentra entre los sectores Campo Alegre al norte (carretera H), 26 de julio al este (Av 32), 1.º de Mayo al sur (calle Zaraza) y Unión y Campo Elías al oeste (Av 31).

## Zona Residencial
El 23 de enero es una zona residencial con algunos locales comerciales en la carretera H. Probablemente fue habitado en la misma fecha a la que hace mención su nombre, dado que el tanque de INOS (ubicado en el vecino barrio Unión), fue construido y abandonado por esas fechas.

## Vialidad y Transporte
Salvo las calles de su perímetro el 23 de enero está cruzado de callejones y calles estrechas, entre ellas la calle 23 de Enero. También tiene una calle ciega.
La línea H y Cabillas pasa por la carretera H, la línea 32 pasa por la Av 32.